# Nastie
Nastie je označení pro pohyby některých orgánů rostlin, které způsobují některé stimulace. Mezi ně se řadí například střídání dne a noci (nyktinastie), dotek (seismonastie), teplota (thermonastie), světlo (fotonastie) a další. Na rozdíl od tropismu probíhají rychleji a všesměrně. Například květy šafránu a tulipánu se rozvíjejí v závislosti na okolní teplotě. V teple, kdy se zrychluje růst vnitřní strany okvětních plátků, se rozvinou, naopak při chladu, kdy probíhá růst vnější strany okvětních lístků, se zavřou. Mezi nastie se řadí také otevírání a zavírání květů během dne a noci či pohyb listů rosnatky jako reakce na kořist lapenou na lepkavé tentakule.